# Leptohymenium breutelii
Leptohymenium breutelii là một loài Rêu trong họ Hylocomiaceae. Loài này được (Müll. Hal.) Schimp. mô tả khoa học đầu tiên năm 1878.